# يوليا ليرمونتوفا
يوليا ليرمونتوڤا (بالروسية:Юлия Всеволодовна Лермонтова)هي كيميائية روسية، ولدت في 21 كانون الأول\ديسمبر 1846، وتوفيت في 16 كانون الأول\ديسمبر 1919. اشتهرت لكونها أول امرأة روسية تحصل على درجة الدكتوراة في الكيمياء، وثالث امرأة تحصل على دكتوراه في أوروبا. درست في جامعة هايدلبرغ وجامعة هومبولت في برلين قبل أن تحصل على درجة الدكتوراة من جامعة غوتنغن عام 1874. انضمت إلى الجمعية الكيميائية الروسية عام 1875.

## نشأتها
ولدت يوليا ڤسيڤولودوڤنا ليرمونتوڤا في 21 كانون الأول (ديسمبر) 1846 في سانت بطرسبرغ، والداها هما إليزافيتا أندرييفنا كوسيكوفيسكي والجنرال فسيفولود ليرمونتوف (ابن عم الشاعر الروسي ميخائيل ليرمونتوف)، من عائلة ليرمونتوف الارستقراطية . عاشت معظم فترة شبابها في موسكو، وكان والدها مسؤولاً عن فيلق كاديت موسكو. وحيث أن الوالدين كانا من مثقّفي موسكو، كان تعليم الأبناء ذا أولوية قصوى. نتيجة لذلك، درست يوليا على أساتذة خصوصيين. لم تتفهم العائلة تماماً اهتمامها بالعلوم، لكنهم لم يثبطوها، فقد كانت تقرأ الكتب الأدبية وتجري تجارب بسيطة في المنزل.

## التعليم

### في روسيا
كانت يوليا ترغب بدراسة الطب، لكنها سرعان ما اكتشفت أنها لم تكن تحتمل رؤية الهياكل العظمية ولم تحتمل فقر المرضى. ثم سجّلت للدراسة في كلية بيتروفسكايا الزراعية (وهي الآن كلية تيميرياسو)، والتي كانت مشهورة بتميّز دراسة الكيمياء فيها. على الرغم من دعم عدد من الأساتذة هناك، إلا أن طلبها رُفض. ثم قررت أن تواصل تعليمها في الخارج، وهو أمر لم يكن بالسّهل في ذلك الوقت. وعن طريق ابنة عمها أنّا ييڤرينوڤا، قابلت صوفيا كوفاليفسكايا، والتي ارتبطت بزواج مصلحة حتى تتمكن من السفر للخارج للدراسة في الجامعة وبالتالي أتاحت الفرصة ليوليا بالسفر كون صوفيا وصية عليها.

### في الخارج
في خريف عام 1869، وعندما كان عمرها 22 عاماً، وصلت يوليا ليرمونتوفا إلى هايدلبيرغ والتحقت بجامعة هايدلبرغ، حيث سمح لها بالالتحاق بمحاضرات روبرت بنسن وحضور مختبره. في مختبر روبرت بنسن، تمكّنت يوليا من إجراء أبحاث عن مركبات البلاتين. كان البحث تحديداً عن تطوّر تقنيات سبائك البلاتين قد اقترحه عليها ديميتري مندلييف. ومن هايدلبيرغ، انتقلت يوليا إلى برلين، حتى تجري بحثاً بإشراف أوغست فون هوفمان. في برلين، عملت في مختبر فان هوفمان الخاص واستطاعت من حضور محاضراته في الكيمياء العضوية. عام 1874، أكملت أطروحتها ‘Zur Kenntniss der Methylenverbindungen’ (والتي كانت عن تحليل مركبات الميثيل)، وحصلت على دبلوما كدكتورة في الكيمياء من جامعة غوتنغن.

## البحث

The Butlerov-Eltekov-Lermontova reaction is an organic reaction which allows for the addition of branches onto hydrocarbons.

بعد إكمال تعليمها، عادت يوليا إلى الإمبراطورية الروسية وبدأت العمل في مختبر فلاديمير ماركوفنيكوف في جامعة موسكو الحكومية. تلقّت بعد ذلك دعوة للذهاب إلى سانت بطرسبرغ من ألكسندر بوتليروف. حيث أجرت فيها بحثاً عن «حمض 2-ميثيل-2-بوتينيك» .
عام 1877، وبعد وفاة والدها، انتقلت إلى موسكو مع عائلتها، حيث بدأت العمل في مختبر ماركوفنيكوف، على أبحاث البترول. وبذا فهي أول امرأة تعمل في مجال الأبحاث هذا. إضافة لذلك، طورت جهازاً لتقطير النفط بشكل مستمر، لكن الجهاز لم يكن ليستخدم على نطاق صناعي.
في مؤتمر عقدته الجمعية الكيميائية الروسية في كانون الثاني (يناير) 1878 ، قدّم إلتيكوف طريقة جديدة لتجميع الهيدروكربون بالصيغة CnH2n، حيث أشار ألكسندر بوتليروف إلى أن يوليا قد أجربت العديد من هذه التجارب مسبقاً. أصبح هذا البحث ذا قيمة لاحقاً بعدما تمت دراسة تركيب المواد الهيدروكربونية لغايات الإنتاج الصناعي واستخدامه في بعض أنواع وقود السيارات. أصبحت هذه العملية تعرف باسم تفاعل ألكسندر بوتليروف - إلتيكوف - ليرمونتوفا
حاول ألكسندر بوتليروف اقناعها بقبول منصب تدريس في الدورات المتفوقة للمرأة، لكنها لم تقبل معبّرة عن مخاوفها من احتمالية عدم حصولها على تصريح من وزير التعليم. عام 1881، أصبحت أول امرأة تنضم لجمعية التقنية الروسية.

## حياتها بعد الأبحاث
ورثت يوليا ليرمونتوفا ضيعة عائلتها في سيمينكوفا، فاتخدت عادة العيش فيها في أشهر الصيف، وفي نهاية المطاف، عاشت فيها بشكل دائم. بعد الانتقال إلى سيمينكوفا بشكلٍ دائم، تقاعدت من العمل في الكيمياء. في الضيعة، اهتمّت بعلم الإنتاج النباتي، فأنتجت الجبن الذي بيع في روسيا وأوكرانيا. في ربيع عام 1889، مرضت يوليا بمتلازمة الضائقة التنفسية الحادة، ثم سافرت في خريف العام ذاته إلى ستوكهولم لزيارة صوفيا كوفاليفسكايا. ثم انتقلت صوفيا لسانت بطرسبورغ مع ابنتها فوفا، حيث توفيت، فتبنت يوليا ابنة صديقتها.
عام 1917، بعد الثورة البلشفية، كان ثمة محاولات لتأميم الضيعة في سيمينكوف، لكن بعد تدخل وزير التعليم أناتولي لوناتشارسكي، سمح لها بالاحتفاظ بالضيعة. توفيت يوليا عام 1919 جرّاء نزيف في الدماغ. وحيث أنها لم تتزوج مطلقا، ورثتها فوفا ابنتها بالتبني.

## منشوراتها
- Lermontoff, J. and Moskan (1872), Ueber die Zusammensetzung des Diphenins. Ber. Dtsch. Chem. Ges., 5: 231–236. doi:10.1002/cber.18720050172

## مطالعة إضافية
- Nye، Mary Jo (2003). The Cambridge History of Science: Volume 5, the Modern Physical and Mathematical Sciences. ص. 59. ISBN:9780521571999. مؤرشف من الأصل في 2020-08-04.
- Apotheker، Jan؛ Sarkadi، Livia Simon (27 أبريل 2011). European Women in Chemistry. ص. 58. ISBN:9783527636464. مؤرشف من الأصل في 2020-08-03.
- Roussanova، Elena (2003). "Julia Lermontowa - die erste promovierte Chemikerin". Nachrichten aus der Chemie. ج. 51 ع. 12: 1296. DOI:10.1002/nadc.20030511239.
- STEINBERG C. J., Julia Vsevolodovna Lermontova (1846-1919) in A. S. Chemistry. International Congress of the History of Science. 16th. Proceedings. A. Scientific Sections (1981) 202 p.